# Colonel Sun
Colonel Sun (lançado originalmente no Brasil como 007 Contra Pequim - A Volta de James Bond) é o primeiro livro do agente secreto britânico James Bond escrito após a morte de seu criador, Ian Fleming pelas mãos de Kingsley Amis, amigo pessoal de Fleming e responsável por finalizar o livro O Homem do Revólver de Ouro.
O livro foi lançado em 1968, e por pouco não foi adaptado como um filme da série. A editora Gildrose Productions, que na época detinha os direitos sobre o livro se opôs à ideia.
Desconsiderando as novelizações do roterista Christopher Wood, e o livro James Bond: The Authorised Biography of 007, de 1973, escrito por John Pearson, Colonel Sun foi o último a abordar a Guerra Fria em seu período (décadas de 1950 e 1960). Desde Licence Renewed (1981), John Gardner e Raymond Benson foram atualizando o personagem até o século XXI, pós-Guerra Fria. Com Devil May Care (2008), de Sebastian Faulks, a trama se ambienta no final dos anos 1960.
Apesar de nunca ter sido adaptado como um filme da série James Bond, Colonel Sun, rendeu elementos para os alguns filmes da franquia: as ambientações na Grécia em For Your Eyes Only (1981); o sequestro de M em The World Is Not Enough (1999), e o nome Coronel Tan-Sun Moon, do vilão da Coreia do Norte em Die Another Day (2002).

## Sinopse
Após seu oficial superior no Serviço Secreto Britânico, M, ser sequestrado violentamente de sua propriedade, Quarterdeck, James Bond segue as pistas e os indícios, que o levam até Vrako, uma ilha grega do Mar Egeu. Então, Bond une forças com Ariadne Alexandrou, uma agente comunista grega que trabalha para a União Soviética. Juntos, planejam salvar M e anular as plantas militares-políticas complexas do Coronel Sol, do exército da Liberação do Povo, um agente chinês emitido para sabotar uma conferência do détente do Oriente Médio, onde os soviéticos são anfitriões, e para atacar a Grã-Bretanha.